# マイケル・サン・ニコラス
マイケル・フランクリン・キトゥガ・サン・ニコラス（英語:Michael Franklin Quitugua San Nicolas, 1981年1月30日 - ）は、アメリカ合衆国・グアム出身の政治家、民主党員。グアム議会議員（通算3期）を経て、2019年から2023年までアメリカ合衆国下院代議員（議決権を持たない議員）を通算2期務め、第116議会ではアメリカ合衆国下院金融サービス委員会の副委員長の役職にあった。
2022年には代議員選挙ではなく、グアム準州知事の民主党予備選挙に立候補したが落選した。

## 経歴・人物
1981年1月30日、ニコラスは父ミゲル・ボルハ・サン・ニコラスと母エヴァ・キトゥグア・サン・ニコラスの長男として生まれた。父ミゲルはグアム教育局の職員だった。
1998年、サザン高校を卒業し、グアム大学に進学。大学の専攻は歴史学で、副専攻として政治学を選んだ。在学中は学生自治会の会長を務め、2004年に学士（教養）号を取得した。大学卒業後は、銀行員や高校教師などの職についたほか、第27回議会でカルメン・フェルナンデス準州議員のスタッフを務めた。

## グアム議会議員

### 選挙
ニコラスは、2012年にグアム議会議員選挙に民主党から立候補した。予備選挙で6,570票を獲得して8位、総選挙では16,625票を獲得して5位となり、議席を獲得した。以後、2014年と2016年の選挙にも連続して当選し、通算で3期準州議員を務めた。
| 選挙       | グアム議会 | 予備選挙の順位 (票数) | 選挙の順位 (票数) | 結果 |
| ---------- | ---------- | --------------------- | ----------------- | ---- |
| 2012年選挙 | 第32回議会 | 8位 (6,570票)         | 5位 (16,625票)    | 当選 |
| 2014年選挙 | 第33回議会 | 5位 (5,974票)         | 10位 (16,738票)   | 当選 |
| 2016年選挙 | 第34回議会 | 2位 (9,414票)         | 2位 (19,686票)    | 当選 |

### 所属委員会
ニコラスは、グアム議会の委員会で委員長を歴任した。議会と期間ごとに以下の表に示す。
| グアム議会 | 期間            | 役職   | 委員会                                               |
| ---------- | --------------- | ------ | ---------------------------------------------------- |
| 第32回議会 | 2013年 - 2015年 | 委員長 | 航空・地上輸送・規制上の懸念と将来世代に関する委員会 |
| 第33回議会 | 2015年 - 2017年 | 委員長 | 財政・税制・総務・青少年育成委員会                   |
| 第34回議会 | 2017年          | 委員長 | 規則委員会                                           |
| 第34回議会 | 2017年 - 2019年 | 委員長 | 一般運営・連邦・外国・地域問題委員会                 |

### グアム議会での政治活動

#### 2014年公務員給与引き上げへの反対
2014年の総選挙後、レイ・テノリオ知事代行は、選出・任命された公務員の給与を遡及的に引き上げる法案を提出した。この法案はニコラスが欠席した時に議会で可決された。12月には、ニコラスは昇給を廃止する法案を提出したが、反対多数(賛成2、反対9、欠席3)で否決された。その月の後半から、ニコラスは昇給分を地元の慈善団体に寄付するようになった。
2015年1月、選挙で選ばれた公務員と任命された公務員の昇給を廃止する規程を盛り込んだ法案を提出した。法案自体は成立したが、可決前に昇給を廃止する規定が削除された。10月には、昇給を廃止する法案204-33を提出したが、賛成7、反対8で可決には至らなかった。2016年1月、規制委員会は法案204-33の再投票を承認し、同日の投票で法案は可決された。しかし、2月にエディ・カルボ知事が法案に拒否権を行使。知事の拒否権の無効を試みたものの、必要な3分の2以上の票を集められず失敗に終わった。
2017年、ニコラスは公法32-208で引き上げられた公務員給与を減額する法案11-34を提出した。この法案は司法長官、監査役、知事、副知事、準州議会議員の給与のみに影響を与えるもので、3月に立法府で可決したものの、再びカルボ知事に拒否権を行使された。

#### その他
2017年、ニコラスはグアムの燃料市場における取引慣行と市場集中の見直しを連邦取引委員会に要請する決議第215-34号（COR）を提出し、全会一致で可決された。

## アメリカ下院代議員

### 選挙
2017年11月、ニコラスは、2018年選挙への立候補を表明し、民主党の予備選に出馬した。8月の予備選で現職8期のマドレーヌ・ボーダロを821票差で破り、11月の総選挙に進出。選挙では共和党候補のドリス・フローレス・ブックスを破った。
2020年、新型コロナウイルスの流行の影響で、グアムでは党の予備選が中止。予備選なしに全立候補者が総選挙に出馬することになった。ニコラスは、同じ民主党から出馬するロバート・A・アンダーウッド元アメリカ下院代議員と共和党のウィル・カストロ準州議員と選挙を戦い、3人の中で最多の票を得た。しかし、ニコラスは過半数の票を獲得できなかったため、ニコラスと次点のアンダーウッド間で決選投票が実施され、ニコラスが59％以上の票を得て、当選した。

### 所属委員会（第116議会）[31]
- 金融サービス委員会 (副委員長)[2][32][33]
  - 投資家保護・起業家精神・資本市場小委員会[34]
  - 国家安全保障・国際開発・金融政策小委員会[35]
- エネルギー・天然資源委員会[36]
  - 先住民族小委員会[37]
  - 観光・移民小委員会[38]

### 所属する議員連盟(第116議会)[31]
- アジア・太平洋諸島系アメリカ人議員連盟
- 太平洋諸島議員連盟
- ヒスパニック系議員連盟[39]
- 自閉症議員連盟
- 米韓議員連盟
- 米台議員連盟
- 若手議員連盟
- 米日議員連盟（ジャパン・コーカス）
- 米比友好議員連盟

### アメリカ下院での政治活動

#### 補足的所得保障(SSI)制度
2018年の選挙期間中、ニコラスはグアムの住民にも補足的所得保障制度(Supplemental Security Income）を適用すべきだと主張しており、議会初日の2019年1月3日に「グアム補足的所得保障法」を提出した。ヒスパニック系議員連盟の38人の議員が法案への支持を表明したほか、グアムと同様にSSIが未適用のプエルトリコの準州知事リカルド・ロセジョや駐在代表（米下院代議員）のヘニフェル・ゴンサレスも法案への支持を表明した。

#### グアム市民の戦時賠償
グアムは第二次世界大戦中、日本軍に占領され、住民は強制労働や抑留といった戦争被害を受けた。2017年、「第二次世界大戦中のグアムにおける忠誠心認識法」が制定され、占領中に亡くなった個人に対してアメリカ政府が賠償を払うことが定められた。しかし、アメリカ財務省は、忠誠心認識法には不備があり、賠償金を支払うことはできないとして拒否。ニコラスは財務省と協力し、賠償金の支払いを可能にすべく、2つの法案（H.R.1141とH.R.1365）を提出した。H.R.1365は下院自然資源委員会で全会一致で承認され、2019年7月24日にアメリカ下院で全会一致で可決された。その後、上院の通過と大統領のサインを得て、法案は成立した。

#### 闘鶏の擁護
2018年12月、2018年農業改善法が制定された。すでにアメリカ本土では闘犬と闘鶏が違法とされていたが、この法案は闘犬と闘鶏の禁止をアメリカ海外領土であるグアム、プエルトリコ、北マリアナ諸島、米領サモア、米領ヴァージン諸島にも適用するものだった。しかし、闘鶏が産業化していたグアムにとって、この法律は受け入れられるものではなかった。同様に闘鶏が盛んなプエルトリコなども地域経済への影響を懸念し、反対活動を行ったが、法案は成立した。2019年12月に予定された施行を前に、プエルトリコ駐在代表のヘニフェル・ゴンサレスは、米国海外領土における闘鶏の禁止を撤廃する法案を共同提案した。ニコラスを含め、5つの海外領土の代議員全員が共同提案者に名を連ねたが、それ以上の広がりを見せることができず、法案は成立しなかった。

#### グアムの枯葉剤問題
ベトナム戦争中のベトナムでは、アメリカ軍や南ベトナム軍がオレンジ剤やその他の除草剤を戦争に利用していた。オレンジ剤は健康に悪影響を及ぼすとされているが、グアムでもオレンジ剤が散布されていたという証言があり、実際に土壌検査ではオレンジ剤に使われているものと同じ成分が検出されている。ニコラスは、グアムのほか米領サモアやジョンストン環礁で従軍していた退役軍人に対して、補償を行う法案H.R.1713（通称：ロニー・キル・パトリック中央太平洋救済法）を提出した。

## 不祥事

### 不正献金および部下との性交渉問題
2019年9月8日、ニコラスが不適切な選挙献金を受け取り、部下の議会スタッフと性的関係を結んだ上、選挙資金をそのスタッフとの旅行に使ったとする告発がグアム選挙管理委員会に対して行われた。訴状を提出したジョン・ポール・マヌエルは、ニコラスの選挙運動の委員長を務め、首席議員補佐官としてニコラスを支えてきた人物だった。
2019年10月24日、下院倫理員委員会はニコラスの不適切行為に関する調査を開始したが、ニコラスはマヌエルの告発に対して根拠がないとして、否定している。2020年5月、マヌエルが議会倫理局から聞き取り調査を受けていたことが明らかになった。マヌエルの証言によれば、ニコラスはグアム韓国商工会議所の会長を務める実業家Aから10,000ドルの寄付を受けたのにもかかわらず、その寄付を公表しなかったという。アメリカの連邦選挙運動法では、特定の資金源から100ドル以上の現金寄付を受け取ることが禁じられており、年間に受け取れる寄付も選挙ごとに2,800ドルまでと定められている。
5月28日、ニコラスは2020年2月20日に実業家Aに対して9000ドルの返金を行っていたことを声明で発表した。
2020年6月12日には議会倫理局からの申し立てを受け、さらなる調査のための調査小委員会が設立された。小委員会では、選挙資金を個人的な目的で使用した疑惑、限度額を超える選挙資金、選挙委員会への虚偽報告、政府の調査官に対する虚偽陳述などが調査される予定である。

### 投票率の低さと昼寝
ワシントンD.C.の新聞ロール・コールは、ニコラスは316回あった投票機会のうち、156回しか投票していないと報じた。ニコラスが実際に投票した割合は約49%となり、民主党議員の投票割合が平均97%であることを考えると著しく低い。また、ニコラスは議会に出席せず昼寝ばかりしているという複数人の議会スタッフらの証言も報じている。

## 家族
妻キャサリン・サントス・コーとの間に二人の子供がいる。

### その他の親族
- 父方の祖父 - エンリケ・サントス・サン・ニコラス：グアム議会議員
- 母方の祖父 - フランクリン・キトゥグア（英語版）：第10代グアム議会議長（1987年 - 1989年）[73]
- 母の父方曽祖父 - イグナシオ・ペレス・キトゥグア：グアム議会議員（第1回 - 第9回）[3]。